# Thalassa Cruso
Thalassa Cruso Hencken F.S.A. (* 7. Januar 1909 in London als Thalassa Cruso; † 11. Juni 1997 in Wellesley, Massachusetts) war eine britische Moderatorin und Autorin zum Thema Gartenbau. Durch ihre Auftritt in der Tonight Show sowie durch ihre Gartensendung Making Things Grow wurde sie einem breiten Publikum bekannt und erwarb sich den Ruf einer „Julia Child des Gartenbaus“.

## Leben
Thalassa Cruso wurde 1909 als Tochter von Antony Alford und Mildred S. Cruso, geb. Robinson in London geboren. Ihre Eltern waren passionierte Hobbygärtner und Cruso entwickelte bereits in ihrer Kindheit ein reges Interesse an der Gärtnerei und der Arbeit im Freien. Trotzdem entschied sie sich nach Abschluss der Schule, Anthropologie und Archäologie zu studieren und erhielt 1932 ein Diplom der London School of Economics. Sie betreute am Museum of London als Assistentin des Direktors Mortimer Wheeler die Sammlung historischer Kleidungsstücke. Später leitete sie eine Ausgrabung einer eisenzeitlichen Wallburg auf Bredon Hill, Worcestershire. Dort lernte sie den US-amerikanischen Archäologen Hugh O’Neill Hencken kennen. 1935 heiratete die beiden und Cruso folgte ihrem Ehemann in die Vereinigten Staaten, wo sie sich in Boston niederließen. Aus der Ehe gingen drei Töchter hervor, Ala Mary, Sophia und Thalassa. Hencken wurde Kurator für Europäische Archäologie am Peabody Museum der Harvard University, Cruso widmete sich der Erziehung ihrer Kinder.
Bei einem Besuch ihres Bruders im Vereinigten Königreich kam Cruso die Idee, eine eigene Gartensendung zu moderieren. Auf kürzere Fernsehbeiträge im Anschluss an andere Sendungen folgten schließlich regelmäßige Auftritte in der von Johnny Carson moderierten The Tonight Show. Von 1966 bis 1969 moderierte sie ihre eigene wöchentliche Gartensendung Making Things Grow. In den frühen 1970er Jahren moderierte sie die Haushaltssendung Making Things Work. Neben ihrer Fernsehkarriere schrieb sie für 22 Jahre eine Gartenkolumne im Boston Globe und veröffentlichte mehrere Bücher.
Zuletzt lebte sie in Marion, Massachusetts. Sie starb im Juni 1997 im Alter von 88 Jahren im Newton and Wellesley Alzheimer Center in Wellesley, Massachusetts.
Sie war Mitglied der Society of Antiquaries of London (F.S.A.).

## Veröffentlichungen (Auswahl)
- The Excavation of the Iron Age Camp on Bredon Hill, Gloucestershire, 1935–1937. In: The Archaeological Journal. Band 95, 1938, S. 1–111, (Digitalisat).
- mit Mortimer Wheeler: Costume (= London Museum Catalogues. 5). Beccles, London 1934, (2. Auflage. 1935).
- Besprechung von: Jane Richardson, A. L. Kroeber: Three Centuries of Women’s Dress Fashions: A quantitative Analysis. In: American Sociological Review. Band 6, Nummer 5, 1941, S. 747–748, JSTOR:2085519.
- Making Things Grow. A Practical Guide for the Indoor Gardener. Knopf, New York NY 1969.
- Making Things Grow Outdoors. Knopf, New York NY 1971, ISBN 0-394-46009-X.
- To Everything There Is a Season. Knopf, New York NY 1973, ISBN 0-394-48074-0 (Eine Sammlung von Essays zur Gartenarbeit in New England, die über einen Zeitraum von fünf Jahren verfasst wurden.).